# Никон (Воробьёв)
Игу́мен Ни́кон (в миру Никола́й Никола́евич Воробьёв; 22 мая (в день памяти свт. Николая Чудотворца) 1894, село Микшино, Бежецкий уезд, Тверская губерния — 7 сентября 1963, Гжатск, Смоленская область) — священнослужитель Русской православной церкви (с 1956 года в сане игумена), духовный писатель. Учитель известного православного богослова Алексея Ильича Осипова.
Известен своими многочисленными письмами к своим духовным детям, большинство из которых опубликовано в сборнике «Нам оставлено покаяние».

## Биография
Родился в крестьянской семье, имел шесть братьев. В 1914 году закончил реальное училище в Вышнем Волочке и поступил в Психоневрологический институт в Петрограде. Во время учебы в институте много читал, занимался самообразованием, пытаясь найти ответы на вечные вопросы. После окончания первого курса решил не продолжать обучение. Летом 1915 года Николай пережил глубокий духовный кризис и обрёл веру в Бога. В 1917 году он поступил в Московскую духовную академию, однако занятия там скоро были прекращены ввиду начавшейся революции. В последующие несколько лет преподавал в школе Вышнего Волочка математику. Затем переехал в Москву и служил чтецом в Борисоглебском храме.
5 апреля 1931 года в Вербное воскресение в церкви святителя Николая Чудотворца на Козыревском кладбище в Минске епископом Феофаном (Семеняко) пострижен в монашество с именем Никон. 7 апреля 1931 года, на праздник Благовещения Пресвятой Богородицы там же был рукоположён в сан иеродиакона. 8 января 1933 года, на второй день праздника Рождества Христова, в той же церкви был рукоположён в сан иеромонаха.
5 апреля 1933 года был арестован по обвинению в антисоветской агитации. 7 июня того же года на основании 72 и 76 статей УК БССР сослан в сибирские лагеря на пять лет. Был освобождён в 1937 году.
Возвратившись из лагеря, Никон проживал в Вышнем Волочке. С началом Великой Отечественной войны и открытием храмов отец Никон приступил к священнослужению. В 1944 году архиепископом Калининским и Смоленским Василием он был назначен настоятелем Благовещенской церкви Козельска, где служил до 1948 года. В 1948 году был переведён в Белёв, потом — в Ефремов (оба — Тульской области), а после — в Смоленск. Из Смоленска был направлен на приход в Гжатск. В 1956 году к празднику Пасхи отец Никон был награждён саном игумена преосвященным Михаилом (Чубом). Скончался 7 сентября 1963 года. Похоронен за алтарем Вознесенского кладбищенского храма.

## Публикации
- Письма духовным детям. — Paris : УМСА-press, cop. 1979. — 158 с.
  - Письма духовным детям. — 2. изд. — Paris : YMCA-press, 1988. — 158 с. — ISBN 2-85065-125-7
  - Письма духовным детям. — [Б. м.] : Сардоникс, 2003 (Калуж. тип. стандартов). — 147 с. — ISBN 5-9900028-2-3
  - Письма духовным детям. — Сергиев Посад : Свято-Троицкая Сергиева лавра, 2011. — 155 с. — ISBN 978-5-903102-66-2
- Нам оставлено покаяние: Письма. — Москва, 1997. — 431 с.
  - Нам оставлено покаяние : Письма. — М., 2000. — 415 с.
  - Нам оставлено покаяние : Письма. — 2. изд. испр. и доп. — М. : Изд-во им. вт. Игнатия Ставропольского, 2002. — 477 с.
  - Нам оставлено покаяние : Письма / Игумен Никон (Воробьев). — 2. изд., испр. и доп. — М. : Приход храма Святаго Духа сошествия, 2003 (Тип. АО Мол. гвардия). — 477 с.
  - Нам оставлено покаяние : письма. — 2-е изд., испр. и доп. — М. : Приход храма Св. Духа Сошествия, 2004. — 463 с.
  - Нам оставлено покаяние: письма. — Изд. 2-е, испр. и доп. — Москва, 2005 (М. : Красный пролетарий). — 460 с. — ISBN 5-98891-026-2
  - Нам оставлено покаяние ; Письма. — Изд. 2-е, испр. и доп. — М. : Приход храма Святаго Духа сошествия, 2005 (Тип. АО Мол. гвардия). — 463 с.
  - Нам оставлено покаяние : [сб. писем]. — М. : Изд-во Сретен. монастыря, 2005 (Петрозаводск : ГУП РК Респ. тип. им. П. Ф. Анохина). — 540 с. — (Письма о духовной жизни). — ISBN 5-7533-0356-0
  - Нам оставлено покаяние : [сборник писем] / [сост. А. И. Осипов]. — Москва : Сретенский монастырь, 2007. — 540, [3] с. — (Письма о духовной жизни). — ISBN 978-5-7533-0107-9
  - Нам оставлено покаяние : письма. — 3-е изд., испр. и доп. — Москва : Изд-во Сестричества во имя свт. Игнатия Ставропольского, 2008. — 492 с. — ISBN 978-5-98891-256-9
  - Нам оставлено покаяние : письма. — Изд. 3-е, испр. и доп. — Москва : Изд-во сестричества во имя свт. Игнатия Ставропольского : Приход храма Святаго Духа сошествия, 2009. — 492 с. — ISBN 978-5-98891-256-9
  - Нам оставлено покаяние : письма. — Изд. 3-е, испр. и доп. — Москва : Сестричество во имя свт. Игнатия Ставропольского : Приход храма Святаго Духа сошествия, 2010. — 492 с. — ISBN 978-5-98891-347-4
  - Нам оставлено покаяние: письма. — Изд. 3-е, испр. и доп. — Москва : Приход храма Св. Духа сошествия на Лазаревском кладбище, 2011. — 492 с. — ISBN 978-5-98891-347-4
  - Нам оставлено покаяние: [сборник писем] / [сост.: А. И. Осипов]. — 4-е изд. — Москва : Изд-во Сретенского монастыря, 2010. — 540 с. — (Письма о духовной жизни). — ISBN 978-5-7533-0439-1
- Будь милостив к себе : Письма пьющему брату и его жене. — М. : Изд-во им. святителя Игнатия Ставропольского, 2002. — 31 с. — ISBN 5-85134-002-7
  - Будь милостив к себе : Письма пьющему брату и его жене. — М. : Приход храма Святаго Духа сошествия : Изд-во им. свт. Игнатия Ставропольского, 2003. — 32 с. — ISBN 5-85134-002-7
  - Будь милостив к себе : письма к пьющему брату и его жене. — Санкт-Петербург : Приход храма Св. Духа сошествия, 2008. — 31 c.
  - Будь милостив к себе : письма к пьющему брату и его жене. — Москва : Приход храма св. Духа сошествия : Сестричество во имя свт. Игнатия Ставропольского, 2009. — 32 с.
- Письма о духовной жизни / сост. А. И. Осипов. — Москва : Отчий дом, 2011. — 532 с. — (Духовный собеседник). — ISBN 5-85280-187-9
  - Письма о духовной жизни / сост. А. И. Осипов. — Москва : Отчий дом, 2013. — 532 с. — (Духовный собеседник). — ISBN 5-85280-187-97
  - Письма о духовной жизни / сост., предисл. А. И. Осипов. — Москва : Благовест, 2013. — 575 с. — ISBN 978-5-9968-0270-8
  - Письма о духовной жизни / [сост., предисл. А. И. Осипова]. — Москва : Благовест, 2015. — 575 с. — ISBN 978-5-9968-0422-1
  - Письма о духовной жизни. — Москва : Благовест, 2019. — 575 с. — ISBN 978-5-9968-0609-6 — 10000 экз.
- Внимай себе: [сборник писем] / [сост. А. И. Осипов]. — Москва : Изд-во Сретенского монастыря, 2010. — 526 с. — (Письма о духовной жизни). — ISBN 978-5-7533-0545-9
  - Внимай себе: [сборник писем] / игумен Никон (Воробьев); [сост. А. И. Осипов]. — 2-е изд. — Москва : Изд-во Сретенского монастыря, 2013. — 526 с. — (Письма о духовной жизни). — ISBN 978-5-7533-0802-3
  - Внимай себе: [сборник писем]. — 3-е изд. — Москва : Изд-во Сретенского монастыря, 2015. — 526 с. — (Письма о духовной жизни). — ISBN 978-5-7533-1070-5 — 7000 экз.
  - Внимай себе: [сборник писем]. — 4-е изд., доп. — Москва : Изд-во Сретенского монастыря, 2018. — 598 с. — (Письма о духовной жизни). — ISBN 978-5-7533-1458-1 — 5000 экз.
- О началах жизни / игумен Никон (Воробьев); [сост. А. И. Осипов]. — Москва : Изд-во Московской Патриархии Русской православной церкви, 2013. — 351 с. — ISBN 978-5-88017-378-5
  - О началах жизни / [сост. А. И. Осипов]. — Москва : Изд-во Московской Патриархии Русской православной церкви, 2014. — 399 с. — ISBN 978-5-88017-378-5
  - О началах жизни / [сост., авт. предисл., жизнеописания и коммент.: А. И. Осипов]. — 3-е изд., испр. и доп. — Москва : Алавастр, 2016. — 415 с. — ISBN 978-5-9905544-6-7 — 30000 экз.
  - О началах жизни / составитель, автор предисловия, жизнеописания и комментариев А. И. Осипов. — Изд. 4-е, испр. и доп. — Москва : Алавастр, cop. 2022 (Ярославль). — 422 с. — ISBN 978-5-9905544-6-7 : 15000
- Письма духовным детям / сост. А. И. Осипов. — Москва : Стихира, 2014. — 133 с. — ISBN 978-5-4253-0669-2
- Духовник: из писем игумена Никона (Воробьёва) / [сост. Осипов А. И.]. — Москва : Правосл. братство св. ап. Иоанна Богослова, 2015. — 59 с. — (Из писем игумена Никона (Воробьёва)). — ISBN 978-5-89424-149-4 — 5000 экз.
- О пьянстве / [сост.: Осипов А. И.]. — Москва : Православное братство св. ап. Ионна Богослова, 2015. — 44 с. — (Из писем игумена Никона (Воробьёва)). — ISBN 978-5-89424-153-1 — 5000 экз.
- Духовная жизнь / [сост.: Осипов А. И.]. — Москва : Православное братство святого апостола Иоанна Богослова, 2015. — 60 с. — (Из писем игумена Никона (Воробьёва)). — ISBN 978-5-89424-151-7 — 5000 экз.
- Путь ко спасению — покаяние: [алфавитный сборник]. — Москва : Благочестie.ru, cop. 2017. — 262 с. — (Серия Духовный азбуковник). — ISBN 978-5-9908536-1-4 — 3000 экз.
- Путь духовной жизни / составитель А. И. Осипов. — [Сергиев Посад] : Алавастр, сор. 2018. — 237 с. — ISBN 978-5-9500470-3-9 — 100000 экз.